# Cábala

Árbol de la Vida cabalístico.

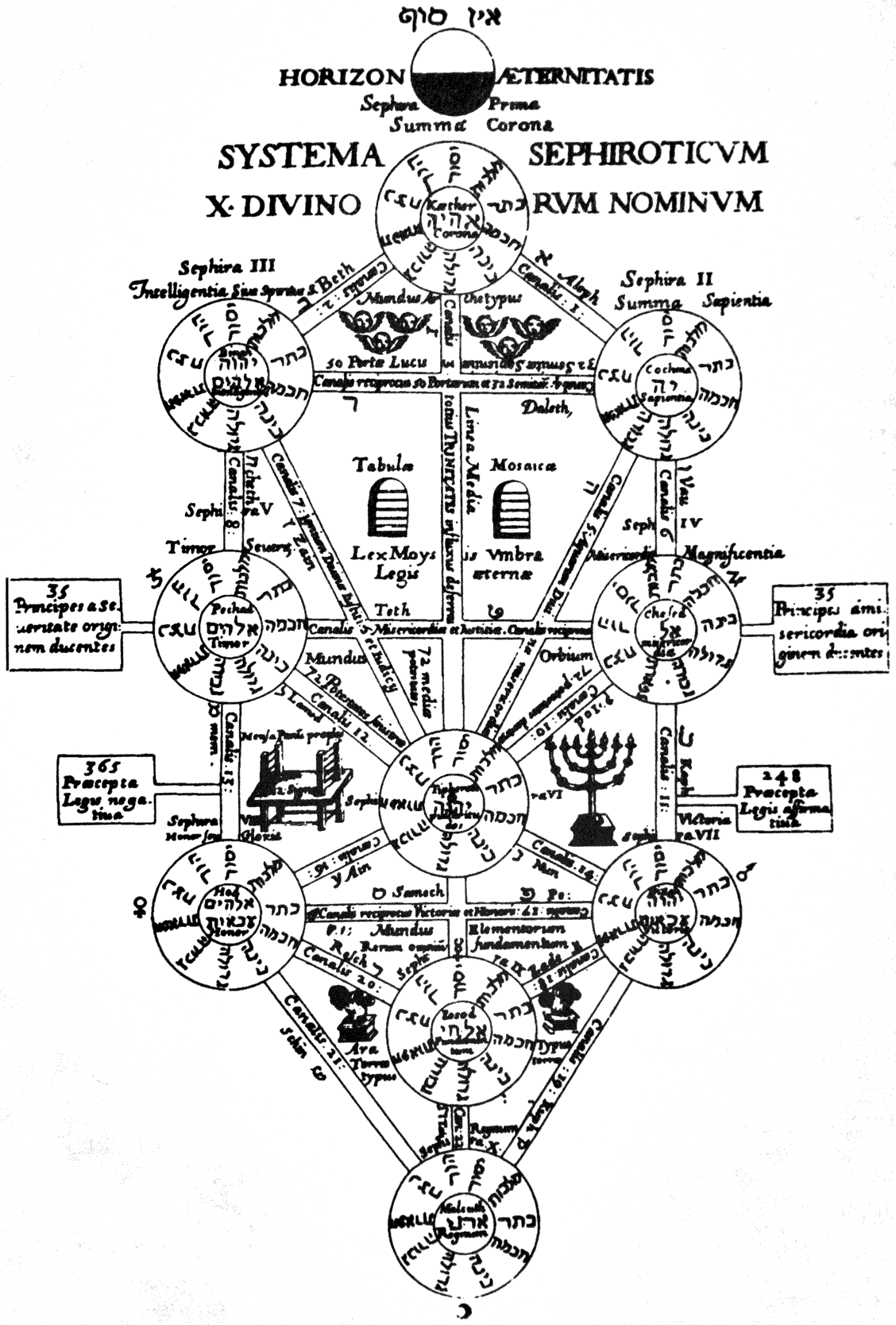
Árbol de la Vida, de Athanasius Kircher (1602-1680).

La cábala (del hebreo: קַבָּלָה [Qabbaláh] ‘"tradición, recipiente, recepción, correspondencia"’) es una disciplina y escuela de pensamiento esotérico, relacionada con los esenios y las corrientes del misticismo judío; por ejemplo el judaísmo jasídico. Un cabalista tradicional en el judaísmo rabínico es denominado Mequbbāl (מְקוּבָּל). Utiliza varios métodos para analizar sentidos recónditos de la Torá (texto sagrado de los judíos, al que los cristianos denominan Pentateuco, y que representa los primeros cinco libros de la Biblia).
La definición de cábala (también deletreado y pronunciado kabbalah, kabalá o cabalá) varía de acuerdo con la tradición y los objetivos de aquellos que la siguen. Su definición difiere desde sus orígenes religiosos como parte integral del judaísmo o las versiones expuestas por las más recientes adaptaciones esotéricas que indican que forma parte del cristianismo o la Nueva era o el ocultismo y esoterismo occidental. 
La cábala se refiere a una serie de enseñanzas esotéricas que intentan explicar la relación entre Dios, ein sof (אֵין סוֹף, "El infinito") un ser infinito, que es inmutable, eterno y misterioso, y el Universo perecedero y finito (creado por Dios).
La cábala no podría considerarse como una denominación religiosa; si bien es la base de interpretaciones religiosas de carácter místico en el judaísmo, la cábala busca definir la naturaleza del Universo y del hombre, la base y propósitos de su existencia y otras cuestiones relacionadas con la ontología. También presenta métodos para ayudar a entender estos conceptos y, por tanto, lograr un crecimiento espiritual.
En este caso, las 10 Sefirot del Árbol de la Vida son las partes esenciales de Adam Kadmón o las emanaciones del Dios anterior a la creación del Universo, llamado ein sof:
Una de las ideas más antiguas de la cábala es una correspondencia entre las Sefirot del Árbol de la Vida y el cuerpo humano como analogía para explicar conceptos espirituales para los cuales no hay palabras ya que por definición son inmateriales. Las Sefirot representan la potencia activa y creativa de los nombres divinos, y su relación con el cuerpo hace hincapié en que debemos ver las Sefirot como componentes de un solo organismo. La forma humana es la “forma” de esta dinámica y es el prototipo, la forma o imagen a la mayor escala (macrocosmos), y en la escala humana (microcosmos).
En la antigua literatura hebrea, la cábala era el cuerpo total de la doctrina recibida.  La literatura rabínica incluye a los profetas, a la hagiografía, y a la tradición oral del pueblo judío, incorporada posteriormente en el texto de la Mishná.
La compleja y refinada cosmovisión y teología judía ha sido apreciada, aprovechada de hecho, desde hace milenios por las más diversas culturas, escuelas esotéricas y trasfondos místicos, e incluso religiosos, pudiéndose rastrear (al menos hasta la fecha) verazmente su aplicación a usos rituales desde el 300 d C. aproximadamente, en Alejandría, debido a  la influencia de las comunidades hebreas locales. Tanto la Cábala, considerada inicialmente la doctrina esotérica cosmogónica usada para interpretar la Tora (el texto que serviría, a su vez, para forjar la identidad del pueblo de Israel tras su liberación y consolidación como tal), junto a diversos otros aspectos del esoterismo hebreo, se verían, para bien o para mal, relacionados con varios sistemas esotéricos, de amplia reputación u oscuros y recónditos, a lo largo de los siglos, retroalimentándose mutuamente incluso. Ya desde el siglo XVIII d. C., excitadas conjeturas darían correspondencias más que íntimas entre el Tarot y la Cábala (y la apertura de consciencia a un ocultismo más popular en el siglo posterior), llevando luego a una transliteración mutua entre ambos sistemas.

## Orígenes
La cábala  se desarrolló dentro de la esfera de las tradiciones judías y los cabalistas frecuentemente utilizan las fuentes clásicas del judaísmo para explicar y demostrar sus esotéricas enseñanzas. Estas enseñanzas son utilizadas por los seguidores del judaísmo para definir el significado esencial de la Biblia hebrea y la literatura rabínica tradicional, así como el significado de las observancias religiosas judías.
Los seguidores tradicionales de la cábala afirman que esta surgió antes que cualquier otra religión en el mundo y  que sirvió de base para elaborar la filosofía primordial de "la creación", las ciencias religiosas, las artes y los sistemas políticos. La Historia, sin embargo, indica que la cábala apareció como una forma temprana del misticismo judío en los siglos xii y xiii en el sur de Francia y en España (específicamente en Guadalajara y Zaragoza) siendo reinterpretada en el renacimiento del judaísmo místico en el siglo xviii en la Palestina otomana. Fue popularizada en la forma de judaísmo jasídico desde el siglo xviii hasta hoy en día. El interés despertado por la cábala en el siglo xx ha inspirado a la denominada Renovación Judía y ha contribuido a una más amplia espiritualidad no judía contemporánea, así como la emergencia de nuevas investigaciones académicas.
El libro Tómer Débora (La Palmera de Débora) siglo xvi, Safed, Imperio Otomano. Es una obra del Rabino Moisés Cordovero, el libro es una aproximación a la mística cabalística, y especula sobre cómo las elecciones personales tienen implicaciones en el cosmos. 
El rabino Isaac Luria es considerado como el padre de la cábala contemporánea. 
Se atribuye una importante contribución a la cábala a Abraham Abulafia (nacido en Zaragoza en 1240). Una de las fuentes más importantes de la cábala es el Zohar, (el libro del esplendor), escrito por el rabino Shimon bar Yojai. La idea básica allí expuesta es que, del seno mismo de la Divinidad Oculta o Infinito (el ein sof), surgió un rayo de luz que dio origen a la nada (ain), identificada con una esfera (sefirá) o región, que recibe el nombre de Kéter (corona). De esta corona suprema de Dios emanan otras nueve esferas (las Sefirot). Estas diez esferas constituyen los distintos aspectos de Dios, mediante los cuales se manifiesta.
Según el escritor italiano Pico della Mirandola (1463-1494), el filósofo cabalista alemán Johannes Reuchlin (1455-1522) y el matemático alemán Wilhelm Schickard (1592-1635), la cábala es una sabiduría ancestral anterior a todas las religiones, que Yahveh había revelado primero a Adán (el primer hombre), después a Abraham y luego a Moisés en el monte Sinaí, al tiempo que le hacía entrega de las Tablas de la Ley, suceso que los judíos situaban alrededor del siglo xviii a. C. También se pretende que Dios enseñó sus verdades y misterios a través del arcángel Raziel HaMalaj tras la caída de Adán.

## La Cábala y el Pentateuco
Aunque toda la Torá se puede interpretar al ver el significado esotérico (Sod de Pardes) en todas sus partes, también para el Pentateuco esto se aplica, con algunos versos explícitamente crípticos, incluso tanto como lo serían  el Zohar, el Séfer Ietzirá o las partes de contenido marcadamente místico, y, por tanto, enmarcando una obra no accesible a todo el mundo, todo esto aunque, incluso hoy, el Pentateuco mismo haya sido libremente esparcido por todo el mundo (y, de hecho, es el libro más vendido). Por esto mismo, el Pentateuco rebosa de parábolas (complementarias), y esto va más allá de las connotaciones simbólicas de las figuras más importantes, ahora conocidas por la mayoría, además de las descripciones más visionarias del profeta Moshé Rabenu y los milagros descritos, que son, de hecho, objeto de interés incluso entre aquellos que inicialmente eran escépticos. Dicho esto, sería inaceptable poner en duda, al éxodo del pueblo judío y la revelación de la Torá misma, con los Diez Mandamientos, como un hecho histórico que realmente tuvo lugar y se reveló incansablemente a lo largo de su existencia.
La Cabalá es de hecho Sod, "secreto": esto significa que toda la Torá puede ser incluida en su exégesis, también el Talmud, aunque muchos siempre son de la hipótesis contraria; como confirmación de sus reticencias, muchos tomaron como ejemplo el tratado del Talmud Jaguigá que es manifiestamente explícito sobre los temas del misticismo judío;  de hecho, como en el Pentateuco mismo está escrito sobre visiones proféticas y místicas y es en sí mismo objeto de estudio para el Sod, así también el Talmud y toda la literatura rabínica o de los sabios judíos, llamados Jajamim. La Cabalá es revelación divina y requiere contacto de fe mística y profética con Dios para que “su secreto exegético” pueda ser revelado. Esta se considera la justificación lógica de la exégesis esotérica judía para toda la Torá Oral y toda la Torá Escrita.

## Tradiciones
De acuerdo con el Zohar, un texto fundamental del pensamiento cabalístico, el estudio de la Torá puede llevarse a cabo de acuerdo a cuatro interpretaciones (exégesis). Estas son:
- Peshat (simple en hebreo) - interpretación directa del contenido.
- Remez (insinuaciones) - el significado alegórico.
- Derash (investigar) - analizar con una comparación imaginativa de otras palabras o versos.
- Sod (secreto) - el significado esotérico y metafísico expresado en la cábala.

La cábala es considerada por sus adeptos como una parte esencial del estudio de la Torá; el estudio de la Torá es un deber inherente para quienes practican la religión judía.
De acuerdo a las creencias tradicionales, el antiguo conocimiento cabalístico fue transmitido oralmente por los patriarcas, profetas y sabios, para eventualmente introducirlos en las escrituras y cultura religiosa judía. Afirman que, ya diez siglos antes de Cristo, la antigua cábala la practicaban abiertamente más de un millón de personas. Las conquistas extranjeras obligaron a los líderes espirituales judíos (Sanedrín) a ocultar su conocimiento y hacerlo secreto, temiendo que fuera mal interpretada o usada si caía en manos inapropiadas.
Es difícil aclarar con cierto grado de seguridad los conceptos exactos de la cábala. Existen diferentes escuelas de pensamiento con diferentes definiciones y contenido. Los modernos expertos en este tema, han tratado de reducir su alcance y diversidad, limitando su estudio a ciertos textos, particularmente los realizados por el rabino Isaac Luria y por su fiel discípulo, el rabino Jaim Vital. No obstante, este estudio no ha logrado limitar el alcance del entendimiento y expresión de algunos eruditos, quienes han combinado el fervor con el misticismo. Es, por tanto, importante tomar esto en cuenta cuando se discuten ciertos conocimientos de la cábala, dado que se tratan de conceptos altamente abstractos y que solo pueden ser entendidos intuitivamente.

## Cábala judía y no judía

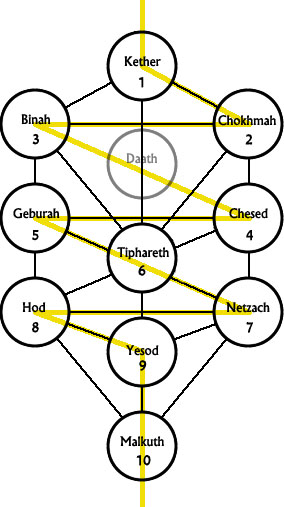
Árbol de la vida hebreo.

Desde el Renacimiento los textos de la cábala judía se introdujeron en la cultura no judía, donde fueron estudiados y traducidos por cristianos hebraístas y ocultistas herméticos. Ambos adaptaron libremente los conceptos judíos uniéndolos con otras teologías, tradiciones religiosas o asociaciones mágicas. Con el decaimiento de la cábala cristiana en la Era de la Iluminación, la cábala hermética continuó como una tradición clandestina en el esoterismo occidental. De aquí que aparecieran asociaciones no judías con la magia, la alquimia y los adivinos, y la cábala adquiriera connotaciones ocultas, prohibidas por el judaísmo, quedando así como una tradición menor, restringida a una pequeña élite. Actualmente muchas de las publicaciones sobre la cábala pertenecen a la Nueva era, que nada tiene que ver con el judaísmo, y también es utilizada en versiones del ocultismo. No obstante, existe un movimiento académico tradicionalista que traduce y estudia la cábala judía para darla a conocer a un público más amplio y selecto.

## Historia del misticismo judío
De acuerdo a la versión tradicional, la cábala viene de un remoto pasado como una revelación para elegir a la gente justa y virtuosa, y en gran parte fue preservada por un pequeño y privilegiado grupo. El judaísmo registra sus puntos de vista y los protocolos apropiados para su enseñanza en el Talmud. Eruditos contemporáneos sugieren que varias escuelas de esoterismo judío aparecieron en diferentes periodos de la historia del judaísmo, cada una reflejando no solo formas anteriores de misticismo, sino también el ambiente cultural e intelectual de la época, y por tanto no hay respuesta clara a preguntas de cómo fueron transmitidos e innovados los conocimientos sobre la cábala.  

### Términos
Originalmente se consideró que el conocimiento cabalístico formaba parte de la Torá Oral, entregada al profeta Moisés en el Monte Sinaí en el siglo xviii a. C.. Algunos, inclusive, son de la creencia que la cábala nació con Adán.

#### Tres Eras Doradas
En la religión judía se identifican tres periodos históricos bien diferenciados en los que la difusión de la Cábala fue abundante, llegando a distintos tipos de grupos;  ocurren entre la era talmúdica de los escritos del Zohar, luego con el círculo de Safed y la Cábala luriánica, finalmente con la fundación del Jasidismo.

## Explicación de la Cábala
La cábala como tal es el pozo de todas las tradiciones místicas judías que se fueron acumulando desde antes de Cristo y que llegaron a reinterpretar las escrituras de tantas y tan variadas maneras, que llegaron a crear una mística cercana al gnosticismo o al jasidismo.
En esencia, la cábala (palabra que significa ‘recibir’) es un sistema de interpretación mística y alegórica de la Torá (que los cristianos llaman Pentateuco, y representa los primeros cinco libros de la Biblia cristiana), que busca en ese texto el significado del mundo y la «verdad». Pretende interpretar los sentidos ocultos de los cinco libros y en ellos busca la revelación. Puede entenderse de una manera metafísica, buscando la iluminación, o se puede entender como un medio a través del cual llegar a conocer la realidad que nos rodea. Cabalística es la afirmación sobre que «el conocimiento absoluto no tiene objeto sino que es un medio». Para los cabalistas, el lenguaje es creador y la Torá contiene todos los textos, todas las combinaciones que pueden darse para crear otros mundos y otras realidades. Los cabalistas entienden que el nombre de Dios está formado por todas las letras que componen el alfabeto y que este, por tanto, tiene múltiples formas. Dios se sirvió de las letras para crear el Universo a través de sus emanaciones o sefirot.

## Dos tipos de Cábala
La cábala se subdivide en dogmática (o real) y artificial (o simbólica).
La cábala dogmática explica los sentidos ocultos de ciertas palabras de la Biblia, con aplicación a los fenómenos de la historia de la creación. Es de dos especies:
- La doctrina de la Merkabá que trata del mundo supralunar (o sea de la teología y la metafísica) y
- La doctrina de Bereshit, que se ocupa en el mundo sublunar (o sea el de los fenómenos).

### La Cábala simbólica o artificial
En la cábala artificial se prescriben determinadas reglas hermenéuticas para descifrar el sentido oculto de los textos de la Biblia (a los que se considera acompañados de un sentido recóndito). Se colocan verticalmente, unas encima de otras, las palabras de diferentes versículos de la Sagrada Escritura. Leyendo las letras verticalmente, resultan nuevas palabras. Las palabras se disponen en forma de cuadro para poder ser leídas verticalmente o en bustrófedon. Las palabras se juntan totalmente y se las separa de nuevo, etc.
La lectura cabalística artificial utiliza tres mecanismos analíticos básicos: 
- La Gematría.
- El Notaricón.
- La Temurá.

### Gematría
La gematría considera el valor numérico de la palabra o palabras del texto, cuyo sentido se indaga, y que será el de otra palabra extraña cuyas letras sumen el mismo valor numérico. Así, en el Génesis XLIX, 10, se lee: «No se le quitará la vara de mando a Judá, ni (faltará) el legislador (la antorcha suprema) de entre los de su generación (descendencia) hasta que venga el Pacífico (Shiló Yabosh)». Para saber quién es el pacífico, los cabalistas suman los valores de número de las palabras hebreas «hasta que venga el Pacífico», que dan 'yod' es igual a 10, 'bet' es igual a 2, 'alef' es igual a 1, 'shin' es igual a 300, 'yod' es igual a 10, 'lámed' es igual a 30, 'he' es igual a 5, total 358. Como que los valores de las letras que entran en la palabra מָשִׁיחַ (mashíaj, ‘mesías’) son igualmente 358, el pacífico será el Mesías.
| Figura | Letra | Símbolo | Equivalencia | Valor | Figura | Letra    | Símbolo | Equivalencia | Valor |
| ------ | ----- | ------- | ------------ | ----- | ------ | -------- | ------- | ------------ | ----- |
| א      | alef  | A       | a            | 1     | ס      | sámej    | s       | s            | 60    |
| ב      | bet   | b       | b v          | 2     | ע      | áyin     | o       | o            | 70    |
| ג      | gimel | g       | g            | 3     | פ      | pe       | p       | p            | 80    |
| ד      | dálet | d       | d            | 4     | צ      | tsadik   | ts      | ts           | 90    |
| ה      | he'   | h       | h            | 5     | ק      | quf      | q       | q            | 100   |
| ו      | vav   | V       | U, W, F      | 6     | ר      | reish    | R       | R            | 200   |
| ז      | zayín | Z       | Z            | 7     | ש      | shin     | sh      | sh s         | 300   |
| ח      | jet   | j       | j            | 8     | ת      | taf      | t       | t            | 400   |
| ט      | tet   | t       | t            | 9     | ך      | k final  |         |              | 500   |
| י      | yod   | i       | y, i         | 10    | ם      | m final  |         |              | 600   |
| כ      | kaf   | k       | k            | 20    | ן      | n final  |         |              | 700   |
| ל      | lámed | l       | l            | 30    | ף      | p final  |         |              | 800   |
| מ      | mem   | m       | m            | 40    | ץ      | ts final |         |              | 900   |
| נ      | nun   | n       | n            | 50    | א”     | alef'    |         |              | 1000  |

### El notaricón
En el método notaricón se juntan, a manera de acróstico, las letras iniciales o las finales de las palabras de una frase cuyo sentido quiere interpretarse para descubrirlo con la palabra resultante. Así, las palabras hebreas que corresponden a las tres primeras de las que dijo Abraham a Isaac en el acto de sacrificarle: «La víctima, hijo mío, la proveerá Dios» (Génesis, XXII, 8) empiezan por Alef, Yod, Lámed que unidas forman la voz ail (‘carnero’), y en efecto, el carnero se halla indicado en el versículo 13.
El notaricón, por último, «lee entre líneas» reveladas las respuestas que el lenguaje divino mantiene ocultas para un lector no iniciado. Básicamente, se trata de tomar las iniciales de una serie de palabras, o las letras finales, y extraer de ahí nuevo material profético, «no-revelado» y preciso. Dado que en hebreo no se escriben los sonidos vocálicos, se puede obtener una considerable cantidad de palabras ocultas. Umberto Eco cita un ejemplo del Eclesiástico que pregunta: «¿Quién subirá por nosotros al reino de los cielos?». Tomando las letras iniciales y las finales de cada palabra, se obtiene la siguiente respuesta: «Los justos verán a Dios».

### La temurá
En la técnica temurá, el nuevo sentido de una palabra sale transponiendo las letras de que se compone, o separándolas de manera que formen diferentes palabras; es decir, un procedimiento anagramático. Se ha hablado mucho de la numerología relacionada con la cábala. Cada letra como elemento creador tiene asignado un número, lo que confiere significados aún más crípticos a textos como la Torá o, en realidad, a cualquier otro.
La temurá consiste en la permutación de letras al modo de un anagrama. Ya que en el hebreo escrito no hay vocales, de la lectura de una palabra como YHWH se sigue WHYH, HWYH, cada una con un posible significado simbólico concreto. La gematría es otra disciplina de interpretación que consiste en cálculos numéricos obtenidos a partir de las letras del álef-bet (el alfabeto hebreo). Este sintetiza 10 significados posibles de cada letra. Estos son relativos al concepto que encubren, a su significado estricto, su forma, su número, su significación celeste (zodiacal y astrológica), su localización temporal (en estaciones, días de la semana y meses), su relación con el cuerpo humano, su efecto sobre las habilidades y los dones del hombre, simbolizando a personajes importantes de la historia de Israel o especificando la dirección de los canales que unen a las diez sefirot.

## Estructura de las sefirot

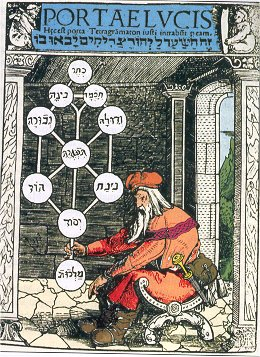
El Árbol de la vida, cada círculo representa a una de las diez sefirot.

La Cábala explica diez esferas (sefirot), enumeradas habitualmente en el orden en que el rayo de Dios desciende para crear el mundo, que es la misma numeración utilizada por la europeizada Cábala hermética. Se encuentran listados a continuación sus nombres y el significado traducido del hebreo. Las sefirots de Zeir Anpin (el deseo de recibir con la intención de otorgar) comprenden desde la 4 hasta la 10:
1. Kéter (Corona, la voluntad, o el deseo de hacer bien a sus creados, el otorgamiento).
2. Jojmá (Sabiduría, el deseo de recibir).
3. Biná (Otorgamiento, el deseo de otorgar con la intención de recibir).
4. Jesed (Misericordia o benevolencia).
5. Gevurá (Justicia).
6. Tiféret (Belleza).
7. Netsaj (Victoria).
8. Hod (Gloria o reverberación).
9. Yesod (Fundamento, la generación, o piedra angular de la estabilidad).
10. Maljut (Reino o reinado, el deseo de recibir con el fin de recibir, la materia de la creación, el ego, la vasija, la cualidad de la recepción pura).

Así las 10 sefirots se agrupan en 5 estados de la naturaleza: inanimado, vegetativo, animado, hablante y el creador.
Las sefirots son un sistema integral presente en cada persona y su deseo de recibir placer. El deseo de recibir puede rechazar o absorber la luz de placer mediante el creador, la propiedad de otorgamiento presente en la unidad del entorno.